# 클로즈업 매직

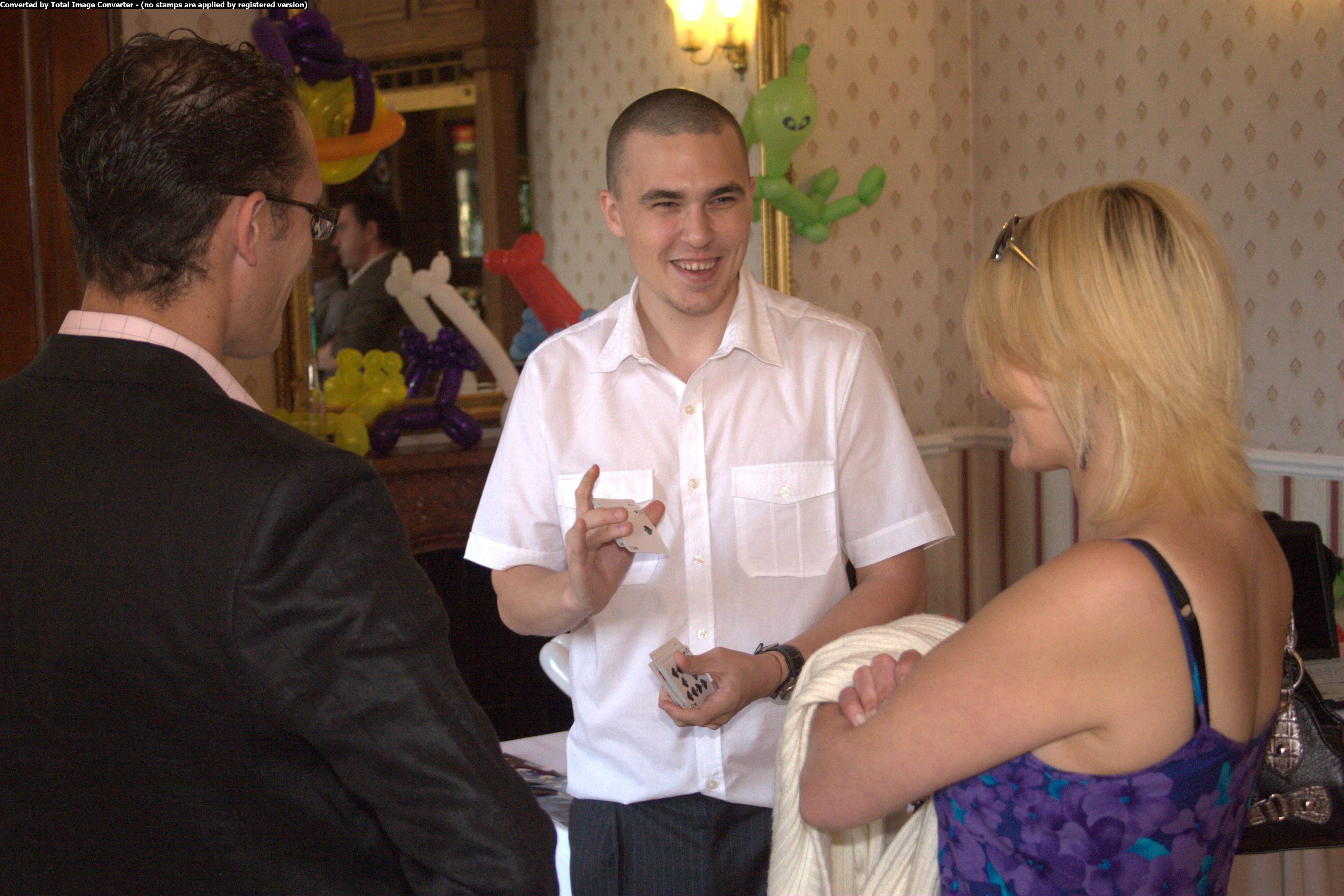
클로즈업 매직을 공연하는 마술사

클로즈업 매직 또는 근접 마술, 테이블 매직, 마이크로매직은 일반적으로 청중으로부터 3미터(10피트) 이내의 친밀한 환경에서 수행되는 마술이며 일반적으로 테이블에 앉아 수행된다.
슬레이트 오브 핸드(Sleight-of-hand)는 마술사가 비밀리에 물건을 조작하는 데 사용하는 일련의 기술이다. 가장 일반적으로 사용되는 물건은 동전과 카드 놀이이지만, 주사위, 병뚜껑, 각설탕, 스펀지 볼, 자갈, 펜, 컵과 공 등 어떤 작은 물건이라도 사용할 수 있다. 마술사는 하나의 트릭에 여러 종류의 물건을 사용할 수 있다.
근접 마술사는 마술을 카드 장식과 같은 다른 요소와 결합하여 성능을 향상시킬 수도 있다. 마법은 환상을 만들기 위해 잘못된 방향을 사용하지만, 이러한 화려함은 저글링과 비교할 수 있을 만큼 더 직접적인 기술의 표시이다.
마이크로매직의 또 다른 형태는 마이크로멘탈리즘, 즉 친밀한 세션에서 수행되는 멘탈리즘이다. 이러한 형태의 정신주의에는 염동력, 초감각적 지각, 예지 및 텔레파시의 예가 포함된다. 대부분의 콜드 리딩은 대부분의 연극 강령회와 마찬가지로 친밀한 세션에서 이루어진다.

## 저명한 공연인
- 데이비드 블레인
- 데렌 브라운
- 데디
- 페르시 디아코니스
- 마틴 가드너
- 리키 제이
- 랜스 노리스
- 에티엥 가스파르 로베르
- 다이 버논
- 오슨 웰스